# Dualización monótona
En ciencia computacional teórica, la dualización monótona es un problema computacional que consiste en construir el dual de una función monótona booleana. También se pueden formular problemas equivalentes como la construcción del hipergrafo transversal de un hipergrafo dado, la enumeración de todos los conjuntos colindantes mínimos de una familia de conjuntos o la enumeración de todos los conjuntos de recubrimiento mínimos de una familia de conjuntos. Estos problemas se pueden resolver en tiempo casi polinómico con el tamaño combinado de su entrada y salida, pero si se pueden resolver en tiempo polinómico sigue siendo un problema abierto.

## Definiciones
Una función booleana toma como entrada la asignación del valor de verdad a sus argumentos y produce como salida otro valor de verdad. Es monótona cuando cambiar un argumento de falso a verdadero no puede cambiar la salida de verdadero a falso. Toda función booleana monótona se puede expresar como una expresión booleana utilizando únicamente la disyunción lógica ("o") y la conjunción lógica ("y"), sin utilizar la negación lógica ("no"). Dicha expresión se denomina expresión booleana monótona. Cada expresión booleana monótona describe una función booleana monótona.
Pueden existir muchas expresiones diferentes para la misma función. Entre ellas se encuentran dos expresiones especiales: la forma normal conjuntiva y la forma normal disyuntiva. Para funciones monótonas, estas dos formas especiales también pueden restringirse a monótonas:
- La forma normal conjuntiva de una función monótona expresa la función como una conjunción ("y") de cláusulas, cada una de las cuales es una disyunción ("o") de algunas de las variables. Una cláusula puede aparecer en la forma normal conjuntiva si es verdadera siempre que la función general lo sea; en este caso, se denomina implicada, porque la verdad de la función implica la verdad de la cláusula. Esta expresión puede hacerse canónica restringiéndola al uso exclusivo de implicadas primas, es decir, las implicadas que utilizan un conjunto mínimo de variables. La forma normal conjuntiva que utiliza solo implicadas primas se denomina CNF prima.[1]

- La forma normal disyuntiva de una función monótona expresa la función como una disyunción ("o") de cláusulas, cada una de las cuales es una conjunción ("y") de variables. Una conjunción puede aparecer en la forma normal disyuntiva si es falsa siempre que la función general sea falsa; en este caso, se denomina implicante, porque su veracidad implica la veracidad de la función. Esta expresión puede hacerse canónica restringiéndola al uso exclusivo de implicantes primos, aquellos que utilizan un conjunto mínimo de variables. La forma normal disyuntiva que utiliza únicamente implicantes primos se denomina DNF prima.[1]

El dual de una función booleana se obtiene negando todas sus variables, aplicando la función y, a continuación, negando el resultado. El dual del dual de cualquier función booleana es la función original. El dual de una función monótona es monótona. Si se da una expresión booleana monótona, al reemplazar todas las conjunciones por disyunciones se obtiene otra expresión booleana monótona para la función dual, lo que se deduce de las leyes de De Morgan. Sin embargo, esto transformará la forma normal conjuntiva en una forma normal disyuntiva, y viceversa, lo cual puede ser indeseable. La dualización monótona consiste en encontrar una expresión para la función dual sin cambiar su forma, o, equivalentemente, en convertir una función de una forma normal a la forma dual.
Como problema funcional, la dualización monótona se puede expresar de las siguientes maneras equivalentes:
- Dada una expresión CNF (prima), construir una expresión CNF (prima) para la función dual.[1]
- Convertir la expresión CNF (prima) de una función en la expresión DNF (prima) para la misma función, o viceversa.[1]
- Construir el "hipergrafo transversal" de un hipergrafo dado. Este es un hipergrafo en el mismo conjunto de vértices que tiene una hiperarista para cada subconjunto mínimo de vértices que toca todas las aristas del hipergrafo dado.[1]
- Dada una familia de conjuntos, generar todos los conjuntos contiguos mínimos de la familia. Se trata de conjuntos de elementos que incluyen al menos un elemento de cada conjunto y no tienen ningún subconjunto propio con la misma propiedad. Si los conjuntos de la familia dada se interpretan como hiperaristas en un hipergrafo, sus conjuntos mínimos coincidentes son las hiperaristas del hipergrafo transversal.[2]
- Dada una familia de conjuntos, generar todos los conjuntos de recubrimiento mínimos de la familia. Una cobertura de conjunto es una subfamilia con la misma unión que toda la familia. Si los conjuntos de la familia dada se interpretan como vértices en un hipergrafo, y cada elemento de los conjuntos se interpreta como una hiperarista incidente a los conjuntos que contienen ese elemento, entonces las coberturas de conjunto mínimas son las hiperaristas del hipergrafo transversal.[2]

Otra versión del problema puede formularse como un problema de "aprendizaje exacto" en teoría del aprendizaje computacional: dado acceso a una subrutina para evaluar una función booleana monótona, reconstruir las representaciones CNF y DNF de la función, utilizando un pequeño número de evaluaciones de la función. Sin embargo, para analizar la complejidad de este problema, es crucial que se generen tanto las representaciones CNF como DNF. Si solo se genera la representación CNF de una función monótona desconocida, según la teoría de la información se deduce que el número de evaluaciones de funciones a veces debe ser exponencial en los tamaños combinados de entrada y salida. Esto se debe a que (para asegurar la respuesta correcta) el algoritmo debe evaluar la función al menos una vez para cada implicado primo y al menos una vez para cada implicante primo, pero este número de evaluaciones puede ser exponencialmente mayor que el número de implicados primos por separado.
También es posible expresar una variante del problema de dualización monótona como un problema de decisión, con una respuesta booleana:
- Comprobar si dos expresiones CNF primas representan funciones duales.
- Comprobar si una expresión CNF prima y una expresión DNF prima representan la misma función.

Se trata de un problema no resuelto si la dualización monótona tiene un algoritmo de tiempo polinómico (en cualquiera de estas formas equivalentes). Los algoritmos más rápidos conocidos se ejecutan en tiempo casi polinómico.
El tamaño de la salida de los problemas de dualización y aprendizaje exacto puede ser exponencialmente grande, como una función del número de variables o del tamaño de la entrada. Por ejemplo, un grafo de {\displaystyle n} vértices que consiste en triángulos disjuntos {\displaystyle n/3} tiene {\displaystyle 3^{n/3}} hiperaristas en su hipergrafo transversal. Por lo tanto, lo que se desea para estos problemas es un algoritmo sensible a la salida, uno que tome una pequeña cantidad de tiempo por cláusula de salida. Las formulaciones de decisión, dualización y aprendizaje exacto del problema son todas computacionalmente equivalentes, en el siguiente sentido: cualquiera de ellas puede ser resuelta usando una subrutina para cualquier otro de estos problemas, con un número de llamadas a subrutinas que es polinómico en los tamaños combinados de entrada y salida de los problemas. Por lo tanto, si cualquiera de estos problemas pudiera ser resuelto en tiempo polinómico, todos los demás podrían también ser resueltos. Sin embargo, la mejor cota temporal conocida para estos problemas es en tiempo casi polinómico. Queda por resolver si pueden resolverse en tiempo polinómico.

## Complejidad computacional

### Equivalencia de decisión, enumeración y aprendizaje exacto
El problema de encontrar la expresión CNF prima para la función dual de una función monótona, dada como una fórmula CNF, se puede resolver hallando la expresión DNF para la función dada y luego dualizándola. Por lo tanto, encontrar la expresión CNF dual y la expresión DNF para la función dada (primaria) tienen la misma complejidad. Este problema también puede considerarse un caso especial de la formulación de aprendizaje exacto. A partir de una expresión CNF dada, es sencillo evaluar la función que expresa. Un algoritmo de aprendizaje exacto devolverá tanto la expresión CNF inicial como la expresión DNF deseada. Por lo tanto, la dualización no puede ser más difícil que el aprendizaje exacto.
También es sencillo resolver el problema de decisión dado un algoritmo para la dualización: dualizar la expresión CNF dada y luego comprobar si es igual a la expresión DNF dada. Por lo tanto, la investigación en esta área se ha centrado en la otra dirección de esta equivalencia: resolver el problema de aprendizaje exacto (o el problema de dualización) dada una subrutina para el problema de decisión.
Bioch y Ibaraki (1995) describe el siguiente algoritmo para resolver el aprendizaje exacto mediante una subrutina de decisión:
- Inicializar los conjuntos de cláusulas CNF y DNF primas identificadas hasta el momento, inicialmente vacías.
- Repetir los siguientes pasos:
  - Utilizar el problema de decisión para comprobar si los conjuntos actuales de cláusulas CNF y DNF primas son duales y, de ser así, finalizar el algoritmo, devolviendo las cláusulas encontradas.
  - Construir una asignación de verdad con las variables para las cuales el valor de la función no está obligado a ser verdadero ni falso por las cláusulas DNF primas conocidas. Esta construcción puede realizarse seleccionando valores para las variables una a una, utilizando en cada paso el problema de decisión para preservar la propiedad de que las cláusulas CNF y DNF no son duales cuando se restringen a la asignación de verdad elegida.
  - Evaluar la función en esta asignación de verdad. Si es verdadera, intentar cambiar las variables una a una de verdaderas a falsas para encontrar una asignación de verdad mínima para la que la función siga evaluándose como verdadera. Esta asignación de verdad mínima corresponde a una cláusula DNF principal, aún no conocida; añadirla al conjunto de cláusulas conocidas.
  - Simétricamente, si la función se evalúa como falsa, intentar cambiar las variables una a una de falsa a verdadera para encontrar una asignación de verdad máxima para la que la función aún se evalúe como falsa. Esta asignación de verdad máxima corresponde a una cláusula CNF principal, aún no conocida; añadirla al conjunto de cláusulas conocidas.

Cada iteración del bucle externo del algoritmo utiliza un número lineal de llamadas al problema de decisión para encontrar la asignación de verdad no forzada, utiliza un número lineal de evaluaciones de la función para encontrar un valor de función mínimo verdadero o máximo falso, y añade una cláusula a la salida. Por lo tanto, el número total de llamadas al problema de decisión y el número total de evaluaciones de la función es un polinomio del tamaño total de la salida.

### Tiempo casi polinómico
Un resultado central del estudio de este problema, realizado por Michael Fredman y Leonid Jachián, es que la dualización monótona (en cualquiera de sus formas equivalentes) puede resolverse en tiempo casi polinómico. Sus algoritmos resuelven directamente el problema de decisión, pero pueden convertirse a las otras formas del problema de dualización monótona, como se describe en la entrada dedicada a la Equivalencia de diferentes formulaciones. Alternativamente, en los casos donde la respuesta al problema de decisión es negativa, los algoritmos pueden modificarse para devolver un testigo, es decir, una asignación de verdad para la que las fórmulas de entrada no determinan el valor de la función. Su idea principal es primero limpiar la instancia del problema de decisión, eliminando información redundante y resolviendo directamente ciertos casos fáciles de resolver. Luego, en los casos restantes, se ramifica en una variable cuidadosamente seleccionada. Esto implica llamar recursivamente al mismo algoritmo en dos subproblemas más pequeños: uno para una función monótona restringida cuya variable se ha establecido como verdadera y el otro para la que la variable se ha establecido como falsa. El paso de limpieza garantiza la existencia de una variable perteneciente a varias cláusulas, lo que reduce significativamente el tamaño del subproblema recursivo.
Más detalladamente, el primero y más lento de los dos algoritmos de Fredman y Khachiyan realiza los siguientes pasos:
- Eliminar cualquier cláusula que no sea mínima del conjunto de cláusulas dado (es decir, la cláusula eliminada utiliza un conjunto de variables que es un superconjunto de las variables de otra cláusula del mismo tipo).
- Si los dos conjuntos de cláusulas (CNF y DNF en una versión del problema de decisión, o conjuntos de cláusulas CNF que se supone que representan dos funciones duales en otra versión) no cubren los mismos conjuntos de variables, se devuelve que no son duales.
- Si dos cláusulas de diferentes conjuntos de cláusulas utilizan conjuntos disjuntos de variables, se devuelve que no son duales. En este caso, las cláusulas implican valores de función contradictorios para cualquier asignación de verdad que sea consistente con ambas.
- Si alguna cláusula de una clase utiliza un número de variables mayor que el número de cláusulas de la otra clase, se devuelve que no son duales. Si esta cláusula debe ser mínima, no puede darse el caso de que la eliminación de una variable genere una cláusula válida para la misma función, pero no haya suficientes cláusulas de la otra clase para bloquear cada una de estas eliminaciones.
- Para cada cláusula, contar el número de asignaciones de verdad cuyo valor de función esté determinado por la cláusula. Este número es {\displaystyle 2^{n-k}} para una cláusula con {\displaystyle k} variables en un problema con {\displaystyle n} variables. Si la suma de estos números, sumados a todas las cláusulas de ambos tipos, es menor que el total de asignaciones de verdad {\displaystyle 2^{n}} existentes, entonces devuelve que los dos conjuntos de cláusulas no son duales: al menos una asignación de verdad debe tener un valor que no está determinado.
- Si alguno de los conjuntos de cláusulas está vacío, o ambos constan de una sola cláusula, trate el problema como un caso especial en tiempo constante.
- En los casos restantes existe una variable que aparece en una fracción grande de uno de los dos conjuntos de cláusulas. Ramificar sobre esa variable. Más precisamente, si hay {\displaystyle m} cláusulas en total, entonces (para cubrir todas las asignaciones de verdad) al menos una de las cláusulas debe tener como máximo {\displaystyle \log _{2}m} variables. Cada cláusula del otro conjunto de cláusulas debe tener una intersección no vacía con esta cláusula corta, por lo que una de las variables de la cláusula corta aparece en al menos una fracción de {\displaystyle 1/\log _{2}m} del otro conjunto de cláusulas.

Cuando este algoritmo se ramifica con una variable presente en muchas cláusulas, estas cláusulas se eliminan de una de las dos llamadas recursivas. Con este hecho, el tiempo de ejecución del algoritmo puede limitarse mediante una función exponencial de {\displaystyle (\log n)^{3}}.
Un segundo algoritmo de Fredman y Khachiyan tiene una estructura general similar, pero en el caso en que la variable de ramificación aparece en muchas cláusulas de un conjunto y pocas del otro, elegir la primera de las dos llamadas recursivas como aquella en la que establecer la variable de ramificación reduce significativamente el número de cláusulas. Si esa llamada recursiva no encuentra una inconsistencia, en lugar de realizar una única llamada recursiva para la otra rama, realizar una llamada para cada cláusula que contenga la variable de la rama, en un subproblema restringido en el que todas las demás variables de esa cláusula se han asignado de la misma manera. Su tiempo de ejecución es una función exponencial de {\displaystyle (\log n)^{2}}.

### Casos especiales polinómicos
Se ha demostrado que muchos casos especiales del problema de dualización monótona se pueden resolver en tiempo polinómico mediante el análisis de su complejidad parametrizada.. Estos incluyen:
- La dualización de fórmulas CNF o DNF en las que cada variable aparece en un número limitado de cláusulas,[7] o aprendizaje exacto de funciones monótonas con fórmulas de este tipo.[8]
- Construcción de hipergrafos transversales de hipergrafos uniformemente dispersos, en los que cada subhipergrafo inducido tiene un grado medio acotado,[9], y de hipergrafos cuyas generalizaciones de los conceptos de teoría de grafos del ancho del árbol o degeneración están acotadas.[10]
- Construcción de hipergrafos transversales cuyo complemento (el hipergrafo obtenido al complementar cada hiperarista) tiene un grado bajo.[11]

## Aplicaciones
Una aplicación de la dualización monótona está relacionada con las pruebas de grupo para detección y aislamiento de fallos en el diagnóstico basado en modelos de sistemas complejos. A partir de un conjunto de observaciones del comportamiento defectuoso de un sistema, cada uno con un conjunto de componentes activos, se puede suponer que los componentes defectuosos que causan este comportamiento defectuoso probablemente formen un conjunto mínimo de impacto de esta familia de conjuntos.
En ingeniería bioquímica, la enumeración de conjuntos de impacto se ha utilizado para identificar subconjuntos de reacciones metabólicas cuya eliminación de un sistema ajusta el equilibrio del sistema en la dirección deseada. También se han aplicado métodos análogos a otras redes de interacción biológica, por ejemplo, en el diseño de experimentos con micromatrices que pueden utilizarse para inferir interacciones de proteínas en sistemas biológicos.
En matemática recreativa, en el diseño de rompecabezas del tipo sudoku, el problema de diseñar un sistema de pistas cuya única solución sea una cuadrícula de números dada puede formularse como un problema de conjunto mínimo de impacto. Las 81 pistas candidatas de la cuadrícula dada son los elementos que se deben seleccionar en el conjunto de aciertos, y los conjuntos de aciertos son los conjuntos de pistas candidatas que pueden eliminar cada solución alternativa. Por lo tanto, la enumeración de conjuntos mínimos de aciertos puede utilizarse para encontrar todos los sistemas de pistas con una solución dada. Este enfoque forma parte de una prueba computacional de que no es posible diseñar un sudoku válido con solo 16 pistas.